# Schloss Köngen

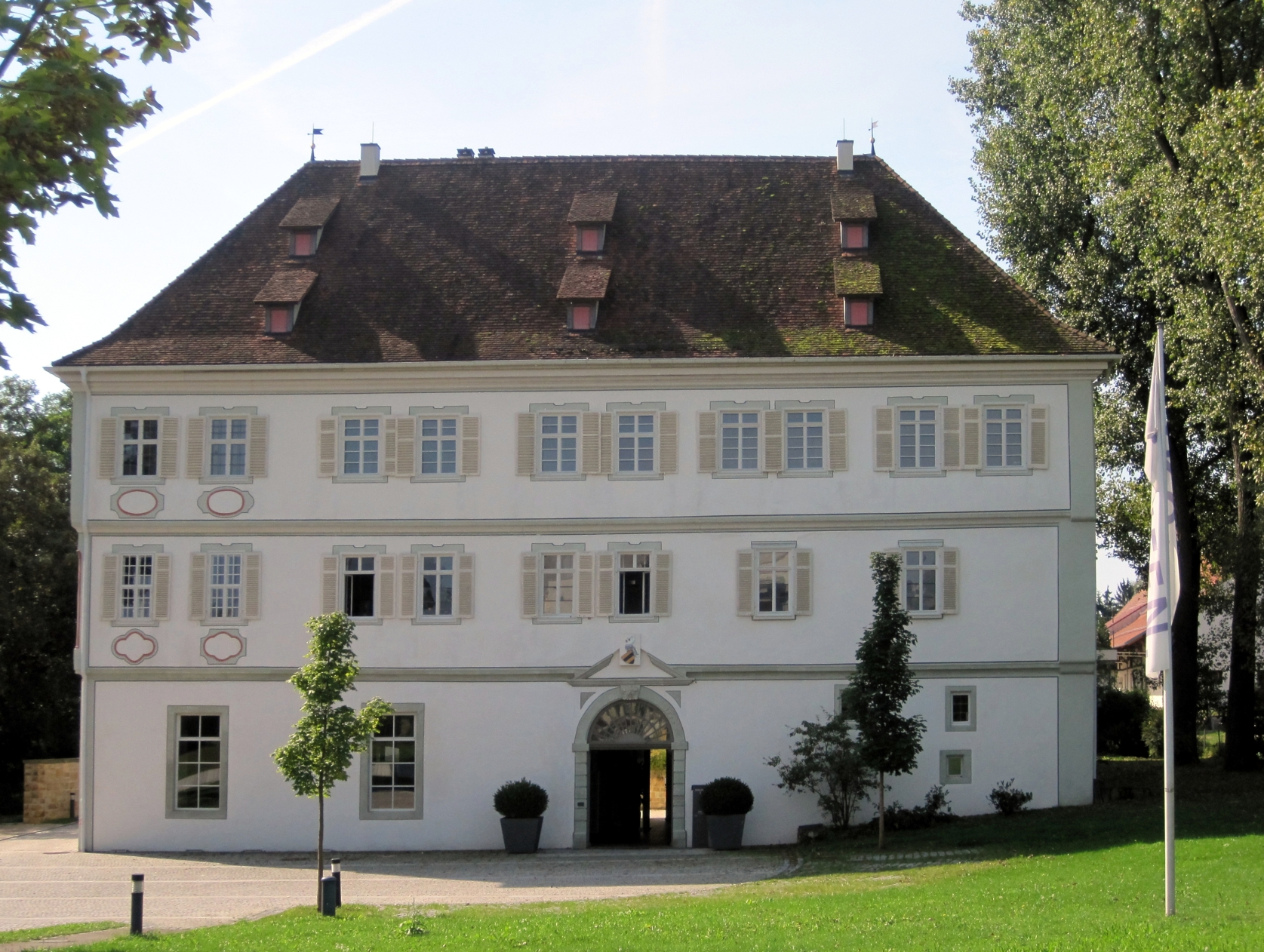
Schloss Köngen

Schloss Köngen ist ein ursprünglich im 14. Jahrhundert erbautes Schloss in Köngen im Landkreis Esslingen. Im 19. Jahrhundert wurde die eigentlich vierflügelige Anlage zu einem zweiflügeligen klassizistischen Landschloss umgebaut.

## Beschreibung
Das Schloss ist ein zweiflügeliger Bau mit Walmdach. Auf einem massiven Erdgeschoss sind zwei vorkragende verputzte Fachwerkstockwerke aufgesetzt.
Der sogenannte Rittersaal befindet sich an der Nordseite des Nordflügels. In dem holzvertäfelten Raum finden sich mehrere Porträts bekannter europäischer Herrscher wie Karl dem Großen, Friedrich I. Barbarossa, Julius Cäsar sowie ein Gemälde des osmanischen Sultans Süleyman I.

## Geschichte
Um 1382 kam Köngen durch Heirat an das graubündische Adelsgeschlecht der Thumb von Neuburg. Diese ließen 1392 eine vierflügelige Burg errichten, die sechs Jahre später um einen Zwinger und einen Wassergraben erweitert wurde. Im Jahre 1463 wurde das Schloss erstmals in das Vordere Schloss und das Hintere Schloss eingeteilt. Das Vordere Schloss bestand aus dem Süd- und Ostflügel, das Hintere Schloss aus dem Nord- und Westflügel. In den Jahren 1538 und 1539 wurde das Schloss von Hans Friedrich Thumb von Neuburg im Renaissancestil umgebaut. Im 16. Jahrhundert und Anfang des 17. Jahrhunderts wurde das Schloss immer wieder verändert, in den Jahren 1614 und 1620 auch vom württembergischen Landesbaumeister Heinrich Schickhardt. Nach dem Dreißigjährigen Krieg wurde ein Teil des Schlosses übergangsweise Pfarrhaus. 1666 gelangte ein Teil der Herrschaft Köngen und das Vordere Schloss an Württemberg und wurde Sitz des württembergischen Vogts. Im Jahr 1678 wurde der württembergische Teil von Köngen an Philipp Konrad von Liebenstein verkauft, jedoch schon 1687 wieder zurückerworben. Während des Pfälzischen Erbfolgekriegs brannte das Schloss fast vollständig ab. 1739 wurde der im Besitz der Thumb von Neuburg verbliebene hintere Schlossteil von Wilhelm Ludwig Thumb von Neuburg ebenfalls an das Haus Württemberg verkauft. Schloss Köngen wurde im 18. Jahrhundert als Beamtensitz, Fruchtkasten und „kirchräthliches Actendepot“ genutzt. Das Schloss wurde 1825 vom Vizepräsident der Verfassungskommission des Königreich Württembergs, Jakob Friedrich Weishaar, erworben. Dieser ließ in den folgenden Jahren das Schloss grundlegend umbauen. So wurden der Ost- und Südflügel des Schlosses sowie die das Schloss umgebende Mauer abgerissen und der Wassergraben zugeschüttet. Das verbliebene Hintere Schloss wurde von dem Architekten Karl Marcell Heigelin im Stil eines klassizistischen Landhauses umgebaut und mit einem Walmdach ausgestattet. Nach dem Tod von Weishaars Ehefrau Marie 1886 wurde das Schloss nicht genutzt, jedoch wurde das Schloss um 1900 Arbeitsstätte mehrerer Maler wie Anna Peters oder Christian Mali. Das Schloss zerfiel im 20. Jahrhundert immer mehr, bis sich 1991 die Gemeinde Köngen entschloss das Schloss zu kaufen und zu sanieren. Von 1995 bis 2007 die Außenfassade und die Innenräume grundlegend instand gesetzt, sodass es am 14. September 2007 eingeweiht werden konnte. Seitdem wird der Großteil der Innenräume zu gewerblichen Zwecken genutzt, der Schlosskeller, die Schlosskapelle sowie der Rittersaal stehen der Öffentlichkeit zur Verfügung.
Die Denkmalstiftung Baden-Württemberg ernannte das Schloss zum Denkmal des Monats September 2004.